# Georges Migot
Georges Elbert Migot (Parigi, 27 febbraio 1891 – Levallois-Perret, 5 gennaio 1976) è stato un compositore, poeta e pittore francese.

## Biografia
Georges Migot era famoso per la sua creatività e originalità come compositore, artista e pensatore.
Migot ereditò l'amore per la pittura dal padre, medico e pastore protestante; la madre, donna raffinata e colta, fu l'artefice della formazione artistica e musicale del figlio.
Migot studiò musica frequentando il Conservatoire national supérieur de musique et de danse de Paris dal 1909, dove studiò composizione con Charles-Marie Widor, orchestrazione con Vincent d'Indy e storia della musica con Maurice Emmanuel, mentre studiava organo sotto la guida di Eugène Gigout e Alexandre Guilmant.
Partecipò alla prima guerra mondiale, rimanendo gravemente ferito nell'agosto del 1914; Migot ricominciò gli studi dopo una lunga pausa.
Tra il 1918 e il 1920, vinse tre premi di composizione e nel 1921 il premio Blumenthal Foundation per il pensiero e l'arte francese, per l'originalità e l'importanza del corpus di opere che aveva prodotto fino ad allora,spartiti di musica da camera (Trio, Quintette) e musica sinfonica (Agrestides).
Il periodo 1920-1939 fu particolarmente difficile per Migot, poiché si sentiva in disaccordo con le tendenze prevalenti del neoclassicismo e dell'avanguardia nella musica, negli scritti e nei dibattiti. Preferì non farsi influenzare dalle tendenze della moda, e realizzare le proprie idee, sebbene fosse stato agli esordi in gran parte influenzato dalla dizione compositiva di Gabriel Fauré, fu ben presto affascinato dalle forme polifoniche medievali.
Il suo balletto Hagoromo fu presentato in anteprima al Grand Théâtre de Monte Carlo (1922).
Si dedicò anche alla letteratura, sia con le poesie sia con i saggi su Jean-Philippe Rameau (1930), componendo il Livre des danceries pour orchestre (1929),e scrivendo opere teoriche e storiche di rilievo.
L'arte compositiva di Migot raggiunse la piena maturità creativa con leZodiaque. Douze études de concert, per pianoforte (1931-1932), i diciassette Poèmes de Brugnon, del poeta Tristan Klingsor, per voce e pianoforte (1933) e il Trio pour violon, violoncelle et piano (1935).
La musica religiosa ebbe una grande importanza nella creatività di Migot: come dimostrarono il Sermon sur la montagne (1936), l'oratorio La Passion (1941-1942) e Saint-Germain d'Auxerre, un oratorio per soli cappella e tre cori misti (1947), a cui seguirono il Petit Évangéliaire (1952), il Psaume 118 (1952).
Migot si interessò anche alla didattica, e nel 1930 propose alle istituzioni francesi un programma di insegnamento e di diffusione della musica francese, sia colta sia popolare, unito alla letteratura e alla storia, sottolineando l'importanza etica, sociale e spirituale della musica.
Nel 1949 iniziò una collaborazione di dodici anni di lavoro con il Conservatorio di Parigi, come custode del Museo degli strumenti.
La sua passione per la polifonia medievale si concretizzò nel suo Requiem del 1953, di cui le melodie erano state scritte in modo non convenzionale in termini di contenuto ritmico e tonale.
Nel 1973, la città di Besançon gli ha reso omaggio esibendo i suoi dipinti e opere grafiche al Musée des Beaux-Arts et d'Archéologie.
L'arte di Georges Migot è quella di un umanista che non ha mai separato il pensiero dalla tecnica, intrisa di una visione spirituale e serena dell'universo, arte concepita come mezzo di unione tra l'uomo e l'universo.
Georges Migot morì il 5 gennaio 1976, vicino a Parigi.

## Opere

### Melodrammi
- Hagoromo, sinfonia lirica e coreografica per baritono, coro e orchestra su testo di Migot e Louis Laloy (Monte-Carlo, 9 maggio 1922);
- Le Rossignol en amour, opera da camera su libretto di Migot (1926-1928, Ginevra, 2 marzo 1937)
- Cantate d'Amour, concerto d'opera su libretto di Migot (1949-1950);
- La Sulamite, concerto d'opera su libretto di Migot (1969-1970);
- L'Arche, "polifonia spaziale" per soprano, coro femminile e orchestra su una poesia di Migot (1971, Marsiglia, 3 maggio 1974).

### Musica per orchestra: sinfonia
- n.1 Les Agrestides, tre affreschi per grande orchestra (1919-1920; Parigi, 29 aprile 1922);
- n.2 (1927, Festival di Besançon, 7 settembre 1961);
- n.3 (1943-1949);
- n.4 (1946-1947);
- n.5 Sinfonia da chiesa per strumenti a fiato (1955, Roubaix, 4 dicembre 1955);
- n.6 per archi (1944-1951, Strasburgo, 12 giugno 1960);
- n.7 per orchestra da camera (1948-1952);
- n.8 per 15 strumenti a fiato e 2 contrabbassi;
- n.9 per archi (incompleta);
- n.10 (1962);
- n.11 per strumento a fiato (1963);
- n.12 (1954-1964, Lilla, 29 maggio 1972);
- n.13 (1967);
- Piccola sinfonia in tre movimenti legati per orchestra d'archi (1970 ; Béziers, 23 luglio 1971);

### Altri spartiti per orchestra
- Le Paravent de laque aux cinq images (1920, Parigi, 21 gennaio 1923);
- Trois ciné-ambiances (1922);
- La Fête de la bergère (1921, théâtre Bériza a Parigi, 21 novembre 1925);
- Dialogue pour piano et orchestre (1922-1925, Parigi, 25 marzo 1924);
- Dialogue pour violoncelle et orchestre (1922-1926, Parigi, 7 febbraio 1927);
- Suite pour violon et orchestre (1924, Parigi, 14 novembre 1925);
- Suite pour piano et orchestre (Parigi, 12 marzo 1927);
- Suite en concert pour harpe et orchestre (Parigi, 15 gennaio 1928);
- La Jungle, polyphonie pour orgue et orchestre (1928, Parigi, 9 gennaio 1932);
- Prélude pour un poète (Parigi, 7 giugno 1929);
- Le Livre des danceries, suite orchestrale (Parigi, 12 dicembre 1931);
- Le Zodiaque (1931-1939);
- Phonic sous-marine (1962);

- Concerto pour piano (1962 ; Parigi, 26 giugno 1964);
- Concerto pour clavecin et orchestre de chambre (Parigi, 12 dicembre 1967);

### Musica da camera
- Trio pour hautbois, violon et piano (1906);
- Les Parques, per 2 violini, viola e pianoforte (1909);
- Sonate pour violon et piano (1911);
- Trio pour violon, alto et piano (1918);
- 3 quatuors à cordes (1921-1957-1962);
- Dialogue n.1 pour violoncelle et piano (1922);
- Dialogue n.1 pour violon et piano (1923);
- Dialogue n.2 pour violon et piano (1925);
- Quatuor pour 2 clarinettes, cor de basset et clarinette basse (1925);
- Livre des Danceries, trio per flauto, violino e pianoforte (1929);
- Dialogue n.2 pour violoncelle et piano (1929);
- Suite pour flûte seule (1931);
- Trois pièces pour violoncelle et piano (1933);
- Trio avec piano (1935);
- Trio pour hautbois, clarinette et basson (1944);
- Trio à cordes (1944-1945);
- Sonate pour flûte et piano (1945);
- Sonate luthée pour harpe seule (1949);
- Pastorale pour 2 flûtes (1950);
- 2 sonates pour violon seul (1951-1959);
- Sonate pour clarinette seule (1953);
- Sonate pour basson seul (1953);
- Sonate pour violoncelle seul (1954);
- Quintette pour flûte, hautbois, clarinette, cor et basse (1954);
- Quatuor de saxophones (1955);
- Quatuor pour 2 violons et 2 violoncelles (1955);
- Sonatine n.1 pour flûte à bec soprano et piano (1957);
- Sonate pour alto seul (1958);
- Sonate pour violoncelle et piano (1958);
- Sonatine n.2 pour flûte à bec soprano et piano (1959);
- Sonate pour guitare et piano (1960);
- Quatuor pour flûte, violon, violoncelle et piano (1960);
- Quatuor pour violon, alto, violoncelle et piano (1961);
- Sonate pour 2 violoncelles (1962);
- Suite pour cor anglais et piano (1963);
- Introduction pour un concert de chambre pour 5 instruments à vent (1964);
- Trio pour flûte, violoncelle et harpe (1965).

### Musica vocale
- Cortège d'Amphitrite, per 4 voci e 4 archi su un testo d'Albert Samain;

- 7 Petites Images du Japon, per voce e pianoforte (1917);
- Vini vinoque amor, per 2 voci, flauto, violoncello e pianoforte (1937);
- La Passion, oratorio in 12 episodi (1939-1946, Parigi, 25 luglio 1957);
- Saint Germain d'Auxerre;
- L'Annonciation, oratorio (1943-1946);
- 6 Tétraphones pour baryton, flûte, violon et violoncelle, su un testo di Migot (1945);

- La Mise au Tombeau, oratorio su un testo di Migot (1948-1949) per coro e quintetto di fiati;
- Cantate d'amour, concerto d'opera su testi di Migot (1949-1950);
- Mystère orphique, per voce e orchestra (1951, Strasburgo, 18 marzo 1964);
- La Résurrection, oratorio (1953, Strasburgo, 28 marzo 1969);
- La Nativité de Notre Seigneur, mistero lirico per  solista, coro  e  strumenti su un testo di Migot (1954);
- Du ciel et de la terre, "sinfonia spaziale" per un film (1957);
- Liturgie œcuménique, per 3 voci e  organo (1958);
- Chansons de Margot, poema di Philéas Lebesque;
- Psaume XIX, per coro e orchestra;
- Nombreux trios et quatuors vocaux sans accompagnement, des chœurs sacrés a cappella, des doubles et des triples chœurs a cappella;
- Le Zodiaque chorégraphie lyrique, su un libretto di Migot (1958-1960);
- La plate, vaste savane, per  soprano e strumenti (1967);
- 3 chansons de joie et de souci, per voce e chitarra (1969);
- 3 dialogues pour voix et violoncelle (1972);
- 5 chants initiatiques, per  voce e  pianoforte (1973).